# Tiersprache
Als Tiersprache werden zusammenfassend die unterschiedlichsten komplexen Kommunikationsformen aller Tierarten bezeichnet.
Diese Kommunikation kann durch akustische, chemische oder visuelle Signale erfolgen, bei einigen Tierarten – wie beim Zitteraal – aber auch durch elektrische Signale (Bioelektrizität). Auch eine Kommunikation über Gebärden (zum Beispiel bei Affen) und ritualisierte Formen wie etwa die Tanzsprache der Honigbienen sind bekannt. Im weiteren Sinne werden gelegentlich auch stark situationsbezogene Verhaltensweisen wie das Balzverhalten als Tiersprache bezeichnet.
Die elementaren Bestandteile ihres Kommunikationsverhaltens sind allen Tierarten angeboren und vermutlich in vielen Tiergruppen unabhängig voneinander entstanden, können jedoch häufig durch Lernen modifiziert und erweitert werden. Als besonders kommunikationsfreudig und zugleich auf diesem Gebiet äußerst lernfähig sind die Delfine, Primaten und die Papageien allgemein bekannt, aber auch alle in der Natur in Gruppen lebenden Haustiere wie Hunde und Kaninchen.

## Primaten
Ungeklärt ist jedoch, welche Zusammenhänge zwischen den Kommunikationssystemen der heute lebenden Primaten und der Sprechfähigkeit des Menschen bestehen, da sich bei den Primaten möglicherweise mehrere Kommunikationssysteme unabhängig voneinander herausgebildet haben, die sich in ihren Systemansätzen grundlegend unterscheiden.
Bedeutend sind hier vor allem die nach Art der Gefahr diversifizierten Warnrufe der Brüllaffen (die somit über ein primitives mentales Lexikon verfügen). Dem Menschen besonders nahestehend scheint das Sprachvermögen der Schimpansen zu sein, wie die Studien von Roger Fouts zu deren sprachlichem Lernvermögen ergeben haben.

## Wissenschaftsgeschichte

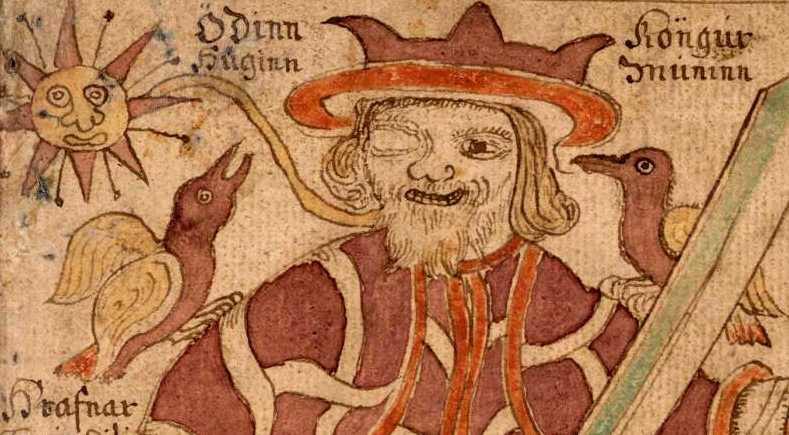
Hugin und Munin auf Odins Schultern

Vor allem in Fabeln und Märchen, gelegentlich aber auch in anderen literarischen Texten, sprechen die Tiere die Sprache des Menschen (oder auch Menschen die der Tiere: siehe Dr. Dolittle) und verhalten sich dann meist auch wie Menschen. Diese sehr alte Übertragung menschlicher Eigenheiten auf Tiere hat lange Zeit selbst den Naturforschern den Blick dafür verstellt, dass viele Tierarten über hochkomplexe Kommunikationssysteme verfügen, die man zu Recht als eigenständige Formen einer Sprache bezeichnen kann. Daher hielt sich bis ins 20. Jahrhundert hinein die Ansicht, die Fähigkeit zur Sprache sei eine ausschließlich menschliche Eigenschaft. Erst die durch Karl von Frisch entschlüsselten semantischen Besonderheiten der Tanzsprache von Honigbienen führten zu einem Umdenken.